# Arquidiocese de Chicago
A Arquidiocese de Chicago (Archidiœcesis Chicagiensis) é uma circunscrição eclesiástica da Igreja Católica situada em Chicago, no Illinois. Foi erigida em 1843 pelo Papa Gregório XVI e elevada a arquidiocese em 1880 pelo Papa Pio IX. Seu atual arcebispo metropolita é o Blase Joseph Cupich que governa a arquidiocese desde 2014. A sé episcopal é a Catedral do Santo Nome.
Possui 357 paróquias assistidas por 1692 párocos e cerca de 39% da sua população jurisdicionada é batizada.

## História

### Chegada dos Missionários
O missionário francês Pe. Jacques Marquette, S.J. explorou pela primeira vez a área que hoje é Chicago em meados do século XVII. Em 4 de dezembro de 1674, o padre Marquette chegou à foz do rio Chicago, onde construiu uma cabana para descansar de suas viagens. Sua cabana tornou-se o primeiro assentamento europeu na área hoje conhecida como Chicago. Marquette publicou um estudo sobre os novos territórios e, em seguida, mais missionários e colonizadores franceses chegaram. 

### Primeiro Padre
Em 1795, a tribo Potawatomi assinou o Tratado de Greenville que cedeu aos Estados Unidos uma porção de terra na foz do rio Chicago. Nesse local ,1804, foi erguido o Forte Dearborn para proteger os recém-chegados católicos. Em 1822, Alexander Beaubien se tornou a primeira pessoa a ser batizada em Chicago. Em 1833, os missionários jesuítas escreveram uma carta a Joseph Rosati, Bispo de Saint Louis e Vigário Geral da Bardstown, pedindo a nomeação de um padre residente para servir mais de cem católicos que viviam em Chicago. Rosati nomeou o Pe. John Mary Irineu Saint Cyr. Pe Saint Cyr celebrou sua primeira missa em uma cabana de propriedade da família Beaubien em 1833.

### Primeira Paróquia
Ao custo de 400 dólares, o Pe. Saint Cyr comprou um terreno e construiu uma pequena igreja que foi dedicada em outubro de 1833. No ano seguinte, Simon William Gabriel Brute, o Bispo de Vincennesvisitou (hoje Arquidiocese de Indianapolis), visitou Chicago, onde encontrou mais de 400 católicos servidos por apenas um sacerdote. O bispo pediu a permissão do Bispo Rosati para enviar cinco padres para atender às necessidades da região de Chicago. Em 1837, o Padre Saint Cyr foi autorizado a se aposentar e foi substituído pelo primeiro sacerdote de língua inglesa de Chicago, Pe. James Timothy O'Meara. Quando Pe. O'Meara deixou o cargo, ele foi substituido por Pe. Saint Palas.

### Ereção da Diocese
A Primeira Sessão do Conselho de Baltimore concluiu que a população católica de Chicago estava crescendo exponencialmente e precisava de uma diocese própria. O Papa Gregório XVI erigiu canonicamente a Diocese de Chicago no dia 28 de novembro de 1843. Em 1844, o irlandês William Quarter foi escolhido como o primeiro Bispo de Chicago. Após a sua chegada, o bispo convocou um sínodo de 32 sacerdotes para começar a organizar a diocese.  Uma das conquistas mais importantes foi o sucesso da petição para a aprovação de uma lei do estado de Illinois que declarou a Diocese de Chicago uma entidade incorporada, com poder de propriedade de bens imóveis e outros em confiança para propósitos religiosos. Isto permitiu ao bispo o prosseguimento da construção de muitas novas igrejas, faculdades e universidades para atender as necessidades dos fiéis católicos de Chicago. Depois de quatro anos de serviço como Bispo de Chicago, o Bispo Quarter faleceu em 10 de abril de 1848. 

### Incêndio de 1871
A Diocese de Chicago perdeu quase um milhão de dólares em propriedades em um incêndio ocorrido em Chicago, em 1871, levando a instabilidade administrativa para as próximas décadas. 

### Elevação a Arquidiocese
O sul do estado de Illinois se desmembrou da Diocese de Chicago em 1853 para formar a Diocese de Quincy. A diocese Quincy foi rebatizada como Diocese de Alton em 1857, e, eventualmente, tornou-se Diocese de Springfield. A Diocese de Peoria foi criada em 1877 a partir de uma outra divisão no território da Diocese de Chicago. 
A diocese foi elevada ao status de arquidiocese metropolitana em 1880. Desde 1915, todos os arcebispos de Chicago foram criados cardeias em consistórios. 

### Incêndio a Escola Nossa Senhora do Anjos
O incêndio a Escola Nossa Senhora dos Anjos ocorreu em 1 de dezembro de 1958. No incêndio morreram 92 alunos e três freiras.

## Prelados
| #                 | Nome                                    | Período    | Notas                                                              |
| Arcebispos        | Arcebispos                              | Arcebispos | Arcebispos                                                         |
| ----------------- | --------------------------------------- | ---------- | ------------------------------------------------------------------ |
| 9º                | Blase Joseph Cardeal Cupich             | 2014-atual |                                                                    |
| 8º                | Francis Eugene Cardeal George, O.M.I. † | 1997-2014  |                                                                    |
| 7º                | Joseph Louis Cardeal Bernardin †        | 1982-1996  |                                                                    |
| 6º                | John Patrick Cardeal Cody †             | 1965-1982  |                                                                    |
| 5º                | Albert Gregory Cardeal Meyer †          | 1958-1965  |                                                                    |
| 4º                | Samuel Alphonsus Cardeal Stritch †      | 1939-1958  | Nomeado Pró-Prefeito da Congregação para a Evangelização dos Povos |
| 3º                | George William Cardeal Mundelein †      | 1915-1939  |                                                                    |
| 2º                | James Edward Quigley †                  | 1903-1915  |                                                                    |
| 1º                | Patrick Augustine Feehan †              | 1880-1902  |                                                                    |
| Bispos-auxiliares |                                         |            |                                                                    |
|                   | John Steven Siemianowski                | 2024-      | Atual                                                              |
|                   | Robert Miroslaw Fedek                   | 2024-      | Atual                                                              |
|                   | José Maria Garcia Maldonado             | 2024-      | Atual                                                              |
|                   | Lawrence John Sullivan                  | 2024-      | Atual                                                              |
|                   | Timothy James O’Malley                  | 2024-      | Atual                                                              |
|                   | Robert Joseph Lombardo, CFR             | 2020-      | Atual                                                              |
|                   | Kevin Birmingham                        | 2020-2023  |                                                                    |
|                   | Jeffrey Scott Grob                      | 2020-2024  | Nomeado Arcebispo de Milwaukee                                     |
|                   | Mark Andrew Bartosic                    | 2018-      | Atual                                                              |
|                   | Robert Gerald Casey                     | 2018-2025  | Nomeado Arcebispo de Cincinnati                                    |
|                   | Ronald Aldon Hicks                      | 2018-2020  | Nomeado Bispo de Joliet in Illinois                                |
|                   | Alberto Rojas                           | 2011-2019  | Nomeado Bispo coadjutor de San Bernardino                          |
|                   | Andrew Peter Wypych                     | 2011-2023  |                                                                    |
|                   | George James Rassas                     | 2005-2018  |                                                                    |
|                   | Gustavo García-Siller, M.Sp.S.          | 2003-2010  | Nomeado Arcebispo de San Antonio                                   |
|                   | Francis Joseph Kane                     | 2003-2018  |                                                                    |
|                   | Thomas John Joseph Paprocki             | 2003-2010  | Nomeado Bispo de Springfield em Illinois                           |
|                   | Jerome Edward Listecki                  | 2000-2004  | Nomeado Bispo de La Crosse                                         |
|                   | Joseph Nathaniel Perry                  | 1998-2023  |                                                                    |
|                   | John Raymond Manz                       | 1996-2021  | Bispo auxiliar emérito                                             |
|                   | Gerald Frederick Kicanas                | 1995-2001  | Nomeado Bispo-coadjutor de Tucson                                  |
|                   | George Vance Murry , SJ                 | 1995-1998  | Nomeado Bispo-coadjutor de Saint Thomas                            |
|                   | Edwin Michael Conway                    | 1995-2004  |                                                                    |
|                   | Raymond Emil Goedert                    | 1991-2003  |                                                                    |
|                   | John Robert Gorman †                    | 1988-2003  |                                                                    |
|                   | Thaddeus Joseph Jakubowski              | 1988-2003  |                                                                    |
|                   | Wilton Daniel Gregory                   | 1983-1993  | Nomeado Bispo de Belleville                                        |
|                   | Plácido Rodríguez , CMF                 | 1983-1994  | Nomeado Bispo de Lubbock                                           |
|                   | John George Vlazny                      | 1983-1987  | Nomeado Bispo de Winona                                            |
|                   | Timothy Joseph Lyne                     | 1983-1995  |                                                                    |
|                   | Nevin William Hayes, O.Carm.            | 1971-1988  |                                                                    |
|                   | Alfred Leo Abramowicz                   | 1968-1995  |                                                                    |
|                   | Michael Ryan Patrick Dempsey            | 1968-1974  |                                                                    |
|                   | Thomas Joseph Grady                     | 1967-1974  | Nomeado Bispo de Orlando                                           |
|                   | John Lawrence May                       | 1967-1969  | Nomeado Bispo de Mobile                                            |
|                   | William Edward McManus                  | 1967-1976  | Nomeado Bispo de Fort Wayne-South Bend                             |
|                   | Cletus Francis O'Donnell                | 1960-1967  | Nomeado Bispo de Madison                                           |
|                   | Aloysius John Wycislo                   | 1960-1968  | Nomeado Bispo de Green Bay                                         |
|                   | Raymond Peter Hillinger                 | 1956-1971  |                                                                    |
|                   | William Edward Cousins                  | 1948-1952  | Nomeado Bispo de Peoria                                            |
|                   | William David O'Brien                   | 1934-1962  |                                                                    |
|                   | Bernard James Sheil                     | 1928-1969  |                                                                    |
|                   | Edward Francis Hoban                    | 1921-1928  | Nomeado Bispo de Rockford                                          |
|                   | Paul Peter Rhode                        | 1908-1915  | Nomeado Bispo de Green Bay                                         |
|                   | Peter James Muldoon                     | 1901-1908  | Nomeado Bispo de Rockford                                          |
|                   | Alexander Joseph McGavick               | 1898-1921  | Nomeado Bispo de La Crosse                                         |
| Bispo             |                                         |            |                                                                    |
| 4º                | James Duggan †                          | 1859-1880  |                                                                    |
| 3º                | Anthony O'Regan †                       | 1853-1858  |                                                                    |
| 2º                | James Oliver Van de Velde, S.J. †       | 1848-1853  | Nomeado Bispo de Jackson                                           |
| 1º                | William J. Quarter †                    | 1843-1848  |                                                                    |
| Bispo-coadjutor   |                                         |            |                                                                    |
|                   | Thomas Patrick Roger Foley              | 1869-1879  |                                                                    |